# Cosmochthonius ruizi
Cosmochthonius ruizi är en kvalsterart som beskrevs av Kahwash, Subías och Ruiz 1989. Cosmochthonius ruizi ingår i släktet Cosmochthonius och familjen Cosmochthoniidae. Inga underarter finns listade i Catalogue of Life.